# Niedercunnersdorf
Niedercunnersdorf este o comună din landul Saxonia, Germania.

## Personalități
- Ernst Wilhelm Leberecht Tempel  (1821 - 1889), litograf și astronom german s-a născut la Niedercunnersdorf.